# Lemonade Tycoon (серия игр)
Lemonade Tycoon — серия экономических игр о лимонадном бизнесе, доступная на PC и мобильных устройствах.

## Lemonade Tycoon (Lemonade Inc.)
Lemonade Tycoon (Lemonade Inc.) — экономическая стратегия, в которой игроку предстоит зарабатывать деньги на лимонаде. Игроку нужно подбирать рецепт напитка, выбирать и улучшать торговые точки, учитывая погодные условия и поток покупателей. Игра обладает красивой пиксельной графикой.
- Разработчик и издатель: Hexacto Games Inc.
- Дата выхода: 14 мая 2002 года
- Платформы: BREW , iPhone , J2ME , Palm OS , Symbian , Windows , Windows Mobile .

## Lemonade Tycoon 2: New York Edition
Lemonade Tycoon 2: New York Edition переносит игрока на дикие улицы Нью-Йорка. Игра проходит в различных районах Нью-Йорка (всего 19 локаций), включающих Статую Свободы, Бруклин, Бронкс, Таймс-Сквер, Центральный Парк и т. д. В игре 3 игровых режима: «time challenge» с ограничением по времени, «money challenge», где следует заработать указанную сумму наличных, желательно за наименьшее время, и режим карьеры.
Начинается ваш бизнес всего с одной скромной тележки. Для привлечения покупателей стоит не только делать отличный лимонад и пытаться снизить цену, но и заниматься маркетингом, выпуская рекламные буклеты или же организуя рекламу в газетах, на радио или телевидении. Для развития компании можно купить машинку по производству льда, рекламные плакаты, зонтики от непогоды и оплатить повышение квалификации персонала.
- Разработчик и издатель: Jamdat Mobile.
- Дата выхода: 10 июня 2004 года
- Платформы: Windows, Mac OS.